# Weitzer-De Dion-Bouton-Triebwagen

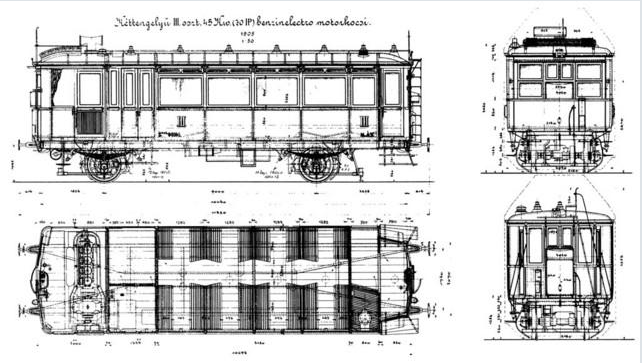
Planzeichnungen des Prototyps

Die benzinelektrischen Triebwagen der Fahrzeugfabrik Weitzer János Rt. aus dem damals ungarischen Arad mit einem Verbrennungsmotor des französischen Herstellers De Dion-Bouton waren die ersten serienmäßig hergestellten Verbrennungstriebwagen in Europa.

## Geschichte

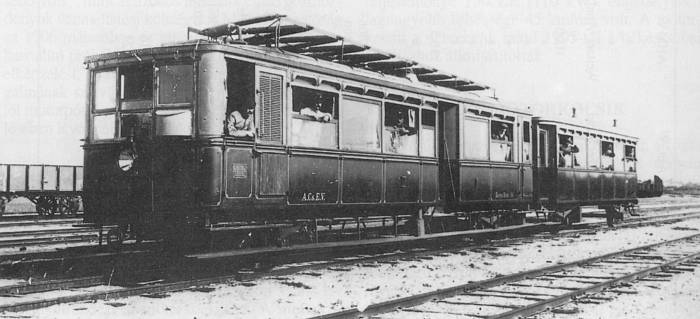
Einer der ersten Wagen aus der Serienproduktion für die ACsEV

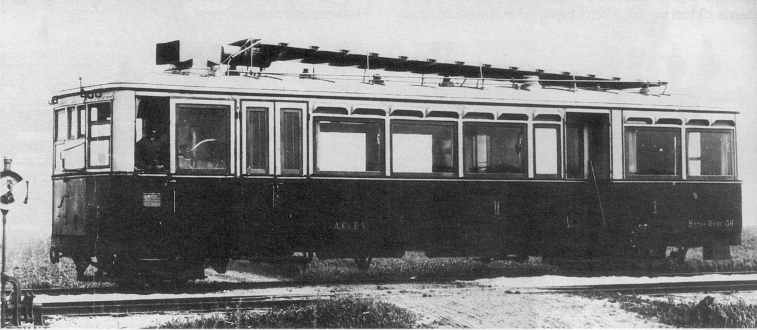
Ein weiterer ACsEV-Wagen aus der Serienproduktion

Der ungarische Handelsminister Lajos Láng veranlasste 1902 die Entwicklung eines Verbrennungstriebwagens, um die Betriebskosten auf Nebenbahnen zu senken.
Zunächst wurden zwei Triebwagen mit mechanischem Getriebe gebaut. Einer war mit einem Daimler-Motor ausgestattet, der andere mit einem Bánki-Motor. Beide Prototypen funktionierten nicht wie gewünscht. Das Unternehmen Ganz & Cie. aus Budapest umging das Problem auf konventionelle Weise durch Einbau einer De-Dion-Bouton-Dampfmaschine. So entstanden die Baureihen Cmot VIIIa und VIIIb der ungarischen Staatsbahn Magyar Államvasutak (MÁV).
Das Unternehmen Weitzer János Rt. in Arad, ein Tochterunternehmen der Grazer Waggonfabrik, nutzte stattdessen einen benzinelektrischen Antrieb von De Dion-Bouton, der sich 1903 auf Probefahrten als erfolgreich erwies und ab 1906 serienmäßig eingesetzt wurde.

## Technik

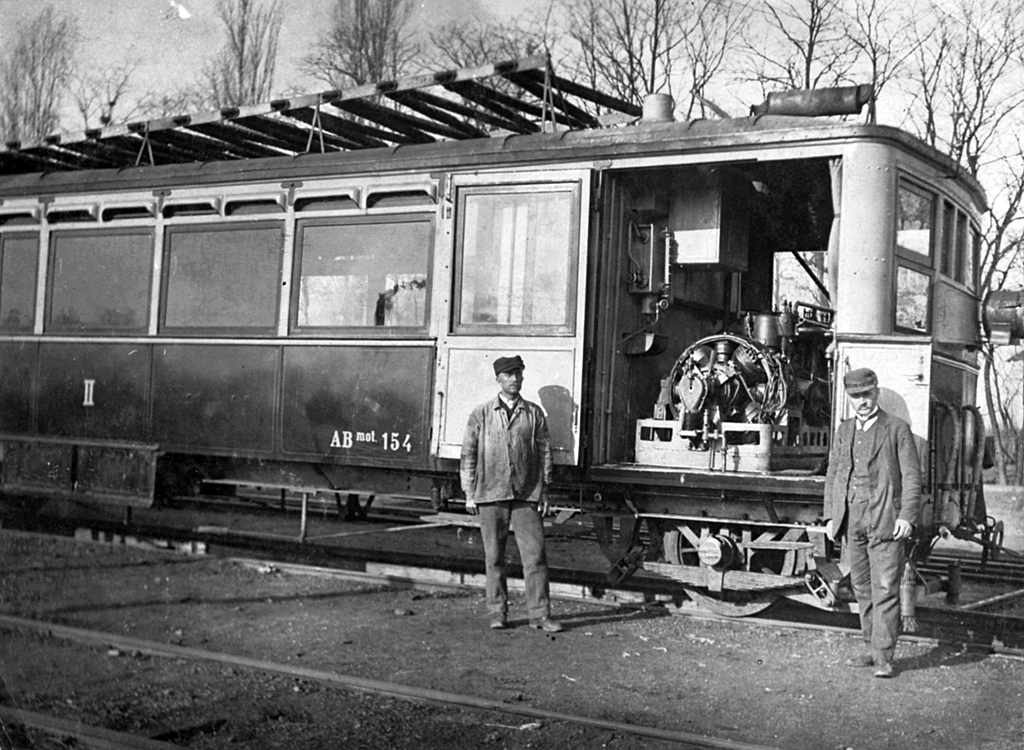
Maschinenraum eines ACsEV-Triebwagens

Von De Dion-Bouton wurde 1900 ein Personenkraftwagen des belgischen Unternehmens Pieper mit einem benzinelektrischen Antrieb ausgestattet, unter Verwendung eines Einzylinder-Viertaktmotors. Weitzer wandte dieses Prinzip in etwas größerem Maßstab an, wobei die Technik eines herkömmlichen elektrischen Straßenbahnwagens in Kombination mit einem Stromerzeuger angewendet wurde. Ein 50 beziehungsweise 70 PS starker De Dion-Bouton-Vierzylindermotor trieb über eine Federkupplung einen vierpoligen Generator an. Dieser erzeugte den Strom für die zwei unter dem Wagenboden platzierten Elektromotoren der Type D 17/22 von je 30 PS Leistung, welche über einen Tatzlagerantrieb je eine der beiden Radsatzwellen antrieben. Die Steuerung entsprach zeitgenössischen Straßenbahnen und war als herkömmliche Widerstandssteuerung mit Fahrschaltern konzipiert. Die Betriebsspannung war so gewählt, dass auf elektrifizierten Strecken auch Strom aus der Oberleitung verwendet werden konnte. Die elektrische Ausrüstung lieferte Siemens-Schuckert zu.
Das stirnseitige Abteil der Fahrzeuge beherbergte sowohl die Führerstandseinrichtung als auch den Motor-Generator-Maschinensatz, den Benzintank und die elektrischen Sicherungen. Abweichend vom Prototyp hatten die Serienwagen über dem Dach ein leicht abfallend montiertes, langgestrecktes Rohrsystem zur Kühlung. Im Winter diente das heiße Kühlwasser der Motoren zur Heizung des Fahrgastraumes, welcher mit einer Acetylengas-Beleuchtung erhellt wurde. Die Wagen waren an beiden Enden mit Trompetenkupplungen ausgestattet, die Normalspurversionen zusätzlich mit Puffern. Die Fahrzeuge konnten bis zu zwei Beiwagen leichter Bauweise mitführen. Gebremst wurde mittels Druckluftbremse und Handbremse, die Höchstgeschwindigkeit der Triebwagen lag zwischen 60 und 70 km/h.

## Typen und Verbreitung

### ACsEV
Mindestens 41 normalspurige Triebwagen gingen an die Aradi és Csanádi Egyesült Vasutak (ACsEV). Die Wagenkästen der Prototypen glichen weitestgehend den gleichzeitig gebauten Dampftriebwagen der MÁV mit einer einzigen Einstiegsplattform am hinteren Wagenende. Bei einer Dienstmasse von etwa 15 Tonnen boten sie 40 Sitzplätze. In Serie wurden dann längere Wagen gebaut, diese hatten einen Mitteleinstieg und zwei Wagenklassen. Die Betriebsergebnisse wurden 1906 als sehr günstig geschildert, so betrugen die Kosten für einen Zugskilometer lediglich 13 bis 14 Heller bei einem Benzinverbrauch von 400–450 g. Die ACsEV war damit die erste Bahngesellschaft der Welt, die regelmäßig Verbrennungstriebwagen einsetzte. Damit gelang es, die Einnahmen jährlich um ca. 12 % zu steigern und die Kosten für einen Betriebskilometer gegenüber dem Dampfbetrieb zu halbieren.

### CFF
Zwei Triebwagen kaufte 1907 die rumänische Staatsbahn Căile Ferate Române. Die Wagen hatten Abteile der ersten und dritten Klasse und zwei Einstiegsbereiche, eine Endplattform für die dritte und eine Mittelplattform für die erste Klasse. Diese Wagen hatten auf dem Dach in Längsrichtung den Auspuff mit langem Schalldämpfer.

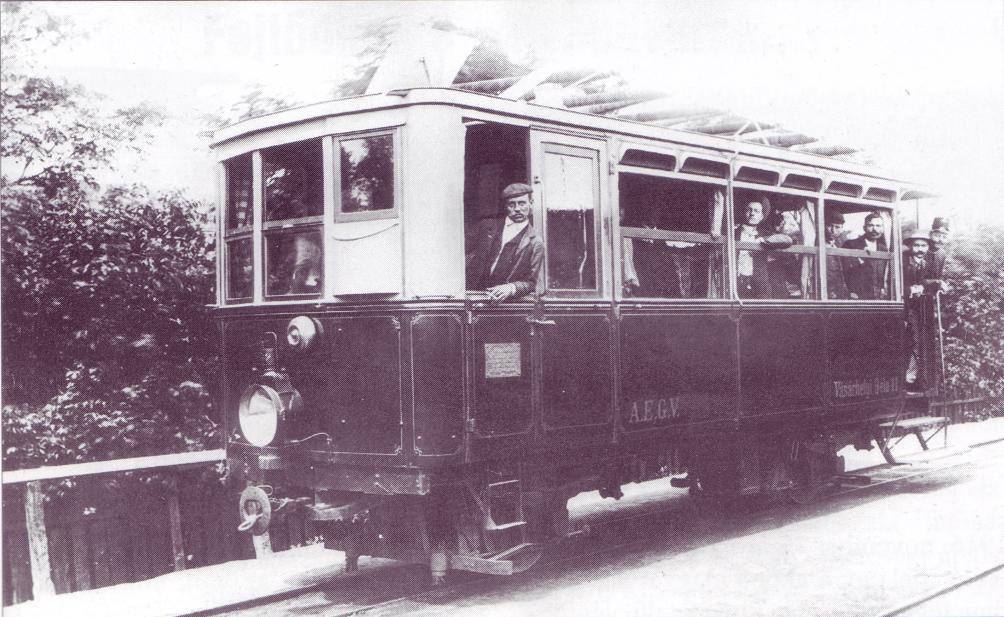
Schmalspurversion bei der AEGV, 1910

### AEGV
Vier etwas kleinere Wagen mit gleichem Antrieb und ähnlicher Raumaufteilung wie bei den ACsEV-Wagen verwendete die Alföldi Első Gazdasági Vasút (AEGV) für innerörtliche Linien ihres 152 Kilometer langen Schmalspurnetz mit 760 mm Spurweite. Zwei Fahrzeuge wurden 1906/07 direkt bei Weitzer gekauft, zwei 1916 gebraucht von der Gyulavidéki Vasút (Gyulalandbahn).

### AHMV
Die meterspurige Lokalbahn Arad–Podgoria wurde 1906 mit elf Weitzer-De Dion-Bouton-Triebwagen eröffnet. Der Name der damaligen Bahngesellschaft Arad-Hegyaljai Motorosított Vasút (AHMV) wies auf den Motorantrieb hin. Schon ab 1911 elektrifizierte das Unternehmen jedoch sein Netz und ersetzte die benzinelektrischen Fahrzeuge durch Elektrotriebwagen. Die Weitzer-Triebwagen wurden 1913 zu antriebslosen Personenwagen mit Gepäckabteil umgebaut.

### NyVKV
Die Nyíregyházavidéki Kisvasutak (NyVKV, etwa Nyíregyháza-Land Schmalspurbahnen), die seit 1905 Nyíregyháza mit Dombrád verbanden und eine Spurweite von 760 Millimetern hatten, beschafften 1906 vier und 1907 einen weiteren Weitzer-Triebwagen. 1911 baute man die Bahn in Nyíregyháza zur elektrischen Straßenbahn aus und kaufte von Ganz & Cie. Oberleitungstriebwagen für den Stadtverkehr, aber auch noch benzinelektrische Triebwagen. Die benzinelektrischen Triebwagen der Überlandstrecke wurden mit Stromabnehmern ausgestattet, so dass der Verkehr innerhalb der Stadt rein elektrisch durchgeführt werden konnte.

## Verbleib
Nach 1945 gelangten die noch verbliebenen Wagen in den Besitz der MÁV. Sechs dieser Wagen, die nun als BCmot 331 bis BCmot 337 bezeichnet wurden (ohne 335; «BCmot» steht für «Triebwagen mit zweiter und dritter Wagenklasse») kamen um 1960 an die Vorortbahn Budapesti Helyiérdekű Vasút (BHÉV). Die unterzog zwei der Wagen einer grundlegenden Überholung, ersetzte die Benzinmotoren durch Dieselmotoren, tauschte Generator und Elektromotoren aus und erneuerte auch die Wagenkästen. Der Kühler auf dem Wagendach war fortan hinter einer Sichtblende verborgen. Einer der Wagen wurde kurz nach der Jahrtausendwende erneut aufgearbeitet. Als historisches Fahrzeug trägt er seither die Nummer DM XII. Ein weiterer der sechs Triebwagen steht andernorts in einem Museum.